# Edoardo Scala
Edoardo Scala (Ragusa, 30 giugno 1884 – Palermo, 14 gennaio 1964) è stato un militare italiano, generale di divisione del Regio Esercito e storico militare. È noto per essere stato il fondatore del museo storico della Fanteria di Roma.

## Biografia
Edoardo Emanuele Giambattista Scala nasce in Vico Criscione al numero 47 da Giuseppe Scala, professore presso la scuola tecnica, e Luigina Enrico.
Si sposa due volte, una nel 1910 con Casini a Modica e nel 1933 con Anna Santangelo a Palermo.
Generale di brigata dal 1º gennaio 1937 e di divisione dal 19 luglio 1939, sarà direttore della Rivista di Fanteria dal 20 settembre 1934 al 1º luglio 1937.
Il 30 aprile 1939 assunse il comando della Divisione di Fanteria "Legnano" basata a Milano.
Durante la Seconda guerra mondiale fu comandante della 58ª Divisione di Fanteria "Legnano", basata al Forte di Fenestrelle, nel 1940. In qualità di riserva d'armata, partecipò ai combattimenti della Battaglia delle Alpi Occidentali.
Il 31 dicembre 1940, durante il trasferimento della sua divisione in Albania, viene colto da infarto, ricoverato presso l'ospedale di Bari e sostituito dal generale Vittorio Ruggero.
Rientrerà in servizio, ma di fatto verrà posto in congedo il 30 aprile 1941 ed in congedo assoluto il 10 giugno 1957.
Edoardo Scala affiancò costantemente agli impegni della vita militare le proprie attività di storico militare. Oltre ad un'intensa attività pubblicistica, fu protagonista in numerose conferenze e svolse attività di docenza in storia militare presso l'Accademia militare di Modena (1908-1915), presso quella di Applicazione di Fanteria di Parma (1920-1923), quella di Guerra di Civitavecchia (1925-1929) e nelle Università di Torino, Milano e Roma.
Nel 1948 ricevette dallo Stato Maggiore dell'Esercito l'incarico di allestire il Museo storico della Fanteria a Roma, istituzione che andasse a raccogliere i diversi cimeli che fino a quel momento avevano trovato collocazione in una serie di sacrari sparsi sul territorio nazionale. Tra il 1951 ed il 1955 è stato presidente dell'Associazione Nazionale del Fante, sezione di Roma. Nel 1956 fu eletto, insieme al collega Amilcare Farina alla carica di vicepresidente della Federazione Nazionale Combattenti della Repubblica Sociale Italiana.

## Opere
- Edoardo Scala (1926) Napoleone I; l'uomo, l'italiano, lo stratega. Torino, Eredi Botta.
- Edoardo Scala (1929) La guerra del 1866 per l'unità d'Italia. Roma: Tiber.
- Edoardo Scala (1936) La Conquista dell'Etiopia: Sintesi delle operazioni militari. Roma: Rivista.
- Edoardo Scala; Gian Francesco Galleani Napione; Giovanni Antonio Levo (1937) Le Milizie sabaude. Edizioni Roma, anno XV E. F.
- Edoardo Scala, I nostri soldati in Russia, in Le vie d'Italia, XLIX, n. 1, gennaio 1943. URL consultato il 17 gennaio 2023.
- Edoardo Scala (1948) La riscossa dell'esercito. Roma: Ministero della difesa, Stato maggiore esercito, Ufficio storico.
- Edoardo Scala (1950-1955) Storia delle fanterie italiane, Vol. 1-9. Roma, Tipografia regionale, 1950.
- Edoardo Scala; Associazione nazionale del Fante (1961) La Sicilia ed il suo contributo al risorgimento nazionale ed all'impresa dei Mille: pubblicazione edita in occasione del I centenario della liberazione della Sicilia e del Congresso nazionale del Fante. Palermo: Tipografia Pezzino.
- Edoardo Scala (1981) La guerra del 1866 ed altri scritti. Roma: Stato maggiore dell'esercito, Ufficio storico.
- Edoardo Scala (1943) I combattenti italiani nella guerra contro la Russia. Roma, Edizioni Marte.